# مارلوس كيتيلس
مارلوس كيتيلس (بالهولندية: Marloes Keetels)‏،(مواليد 4 مايو 1993 في مدينة شخاندال،شمال برابنت)،) هي لاعبة هولندية في رياضة هوكي الحقل،لعبت مارلوس 18 مباراة دولية مع منتخب هولندا لهوكي الحقل. فازت مع منتخب هولندا بكأس العالم لهوكي الحقل 2014.

## روابط خارجية
- مارلوس كيتيلس على موقع الاتحاد الدولي للهوكي (الإنجليزية)
- مارلوس كيتيلس على موقع اللجنة الأولمبية الدولية (الإنجليزية)
- مارلوس كيتيلس على موقع أوليمبيديا (الإنجليزية)
- مارلوس كيتيلس على موقع تيم أن.أل (الهولندية)